# 欧阳奋强
欧阳奋强（1963年3月5日—），四川成都市人，中国大陆男演员、导演。1983年时因一张娃娃脸被《红楼梦》剧组导演王扶林看中，出演剧中的贾宝玉一角而声名大振。但他此后认为自己在演员这个职业上难有突破，而来到了四川电视台转行当导演。

## 经历
欧阳奋强起初在峨眉电影制片厂当演员，但长达六年的时间，没有得到什么机会，他自己形容为“觉得当时我不像一个剧团的演员，更像一个勤杂工”。
歐陽奮強18歲時跟妻子康莉相識，那時的他沒有任何名氣，一個是跑龍套，一個是女主角，但長期接觸中康莉發現歐陽很有才氣，兩人便互生好感。
直到被王扶林选中，歐陽奮強来到北京出演《红楼梦》中的贾宝玉一角，完成拍摄後欧阳奋强没有选择留在北京，而是先去了深圳大学读书，后来到四川电视台，在电视剧中心担任导演。
转行导演后，欧阳奋强拍摄了多部影视剧，获得了不少奖项。
1992年拍摄电视剧《爱在雨季》时，妻子康莉早產生下一個男嬰，不幸的是男嬰出生一個多月後，突然患了嚴重肺炎，最後男嬰沒能救過來，在歐陽奮強的懷中斷氣，为此欧阳奋强遭受了很大的打击。
对于《新版红楼梦》翻拍的争议，欧阳奋强表示翻拍很有必要，另外也透露当年为演好贾宝玉一角，在导演王扶林的建议下，整了容，垫了下巴。

## 导演作品
- 1988年 電視劇《死水微瀾》副導演 四川台播出
- 1989年 电视剧《黄昏的太阳》（单本）导演 四川台播出
- 1990年 电视剧《逃亡天国》（上、下）编导 四川台播出
- 1990年 电视剧《国徽下的天平》（上、下）编导 四川台播出 获西南五省电视剧评比三等奖
- 1991年 电视剧《因为没有风》（上、下）导演 中央台、四川台播出 获西南五省电视剧评比一等奖
- 1991年 电视剧《黑洞》（上、下）导演 四川台播出
- 1991年 电视剧《隐情》（上、下）导演 四川台播出
- 1992年 电视剧《采访纪事》（单本）导演 四川台播出
- 1992年 电视剧《山梁上的太阳》（上、下）导演
- 1992年 电视剧《爱在雨季》 导演 中央台、四川台、各省级台播出。获四川省广播电视评比一等奖 ； 四川省“巴蜀文艺” 奖
- 1993年 电视剧《大邑刘湘》（5集）导演
- 1993年 戏曲电视剧《欲海狂潮》（上、下）导演 中央台、四川台播出
- 1994年 电视剧《风雨桃花》（5集）导演 四川台、各省级电视台播出
- 1994年 电视剧《我的妈妈在西藏》（上、下）导演 中央台、四川台播出。
- 1995年 电视剧《父亲》（20集）导演 中央台、四川台播出。获四川省广播电视评比一等奖
- 1996年 电视剧《爱又如何》（20集）导演 各省级电视台播出
- 1997年 电视剧《花祭》（20集）导演 各城市电视台播出
- 1997年 电视剧《回家的路不遥远》（20集）艺术指导、执行制片人 中央台、四川台播出
- 1998年 方言电视剧《下课了，要雄起》（20集）导演、剧本策划。各城市电视台播出
- 1998年 电视剧《啊，雀儿山》（上、下）导演、剧本策划。
- 1999年 电视剧《风月客栈》（20集）导演、剧本策划。各城市电视台播出
- 2000年 电视剧《雄起酒家》（20集）导演。中央台、四川台播出
- 2001年 电视剧《花二哥与六朵金花》（20集）导演
- 2001年 电视剧《相约硅谷》（3集）
- 2002年 电视连续剧《高路入云》（8集）
- 2003年 《回到拉萨》（20集）导演
- 2003年 《爱可以重来》（17集）总导演
- 2003年 导演 音乐电视剧《中国公主杜兰朵》
- 2004年 制片人 40集警营系列生活喜剧《士官不是官》
- 2004年 执行制片人、导演 21集电视连续剧《密电风云》
- 2006年 制片人、艺术总监 20集电视连续剧《我的未来不是梦》
- 2006年 导演 22集电视连续剧《同学》
- 2007年 导演 40集电视连续剧《纯真岁月》
- 2007年 导演 戏曲电视连续剧《王熙凤》
- 2009年 导演 建国60周年献礼电视连续剧《同龄子》
- 2009年 导演 电视剧《警察遇到兵》
- 2010年 导演 电视剧《真相/留神》
- 2010年 导演 电视剧《警察遇到兵》
- 2010年 导演 电视剧《人间风雨情》
- 2013年 导演 电视剧《反击》
- 2014年 导演 电影《超萌英雄》
- 2014年 导演 电影《花香》
- 2017年 导演 恐怖悬疑片《诡眼》[2]
- 2016年 导演 电视剧《我的蠢萌老公》(2011年拍攝)
- 2018年 导演 电视剧《棒棒的幸福生活》
- 2020年 导演 电视剧《一诺无悔》
- 2020年 导演 电视剧《金色索玛花》
- 2025年 导演 电视剧《爱你不是三两天》(2015年拍攝)

## 演员作品

### 电影
- 1976年《春潮急》
- 1978年《冰山雪莲》
- 1979年《我的十个同学》
- 1981年《年轻的朋友》
- 1982年《虹》
- 1982年《琴思》
- 1987年《京都球侠》
- 2019年《丛林历险记》
- 2023年《年会不能停！》饰 胡董事长

### 电视剧
- 1982年《春天的笑声》
- 1982年《杨小亮》
- 1984年《女炊事班长》
- 1987年《红楼梦》
- 1992年《爱在雨季》
- 2020年《特案追缉》饰 邓青山
- 2021年《红楼私房菜》（網絡劇，特别出演）
- 2023年《鸣龙少年》饰 白鷺父親

## 荣誉
- 1990年 电视剧《国徽下的天平》 获西南五省电视剧评比三等奖。
- 1991年 电视剧《因为没有风》 获西南五省电视剧评比一等奖。
- 1992年 电视剧《山梁上的太阳》 获十三届全国“飞天奖”。93国际电视剧“金熊猫奖”最佳故事片提名奖，四川省“五个一工程奖”，四川省广播电视评比二等奖。
- 1992年 电视剧《爱在雨季》 获四川省广播电视评比一等奖；四川省“巴蜀文艺”奖。
- 1993年 戏曲电视剧《欲海狂潮》 获十四届全国“飞天奖”；第九届全国戏曲电视“天安奖”；四川省广播电视评比。
- 1994年 电视剧《我的妈妈在西藏》 获1995年中宣部“五个一工程”奖；获十五届全国“飞天奖”，十三届全国“金鹰奖”最佳儿童故事片奖，全国少数民族“骏马奖”，四川省委“五个一工程”奖，四川省广播电视评比一等奖。
- 1995年 电视剧《父亲》 获四川省广播电视评比一等奖 。
- 1998年 电视剧《啊，雀儿山》 获1999年中宣部“五个一工程”奖；99年全国优秀电视剧“飞天奖”，获2000年少数民族题材“骏马奖”，99年四川省委宣传部“五个一工程”奖。
- 2000年 电视剧《雄起酒家》 获2001年全国优秀电视剧“飞天奖”优秀短剧奖。
- 2002年 电视连续剧《高路入云》 获中共中央组织部全国第七届党员教育电视片观摩，评比红星特别奖，入选广电总局十六大“献礼作品”，全国农村题材“神龙奖”。
- 2003年 导演音乐电视剧《中国公主杜兰朵》 获全国优秀戏曲电视“白玉兰奖”，全国电视剧“飞天奖”。